# Motorola Dragonball

Motorola Dragonball, eller Motorola 68328 som den också kallas, är en processor tillverkad av det amerikanska företaget Motorola. Processorn är en allt-i-ett-dator baserad på 68000-kärnan och är avsedd att användas i små bärbara enheter som måste vara strömsnåla. Den har många inbyggda funktioner som till exempel bildskärmskontroller, ljud, serieportar med UART och stöd för IRDA. Processortypen var framgångsrik fram till dess att den fick konkurrens av processorer av ARM-typ. Den har använts flitigt bland annat i handdatorer från Palm Inc.